# The One With the Sonogram at the End
The One With The Sonogram At The End och på svenska Den Där Med ett Sonogram i Slutet  är det andra avsnittet på den första säsongen av den populära amerikanska sitcom/komedi-TV-serien Vänner (eng. Friends).
Avsnittet sändes första gången 29 september 1994. Manuset skrevs av Marta Kauffman & David Crane. Avsnittet regisserades av James Burrows

## Medverkande
- Anita Barone som Carol Willick
- Jessica Hecht som Susan Bunch
- Elliott Gould som Jack Geller
- Christina Pickles som Judy Geller
- Mitchell Whitfield som Barry Farber
- Christopher Miranda som Robbie
- Joan Pringle som Dr. Oberman
- Merrill Merkoe som Marska